# Imitomyia mochii
Imitomyia mochii är en tvåvingeart som först beskrevs av Mario Bezzi 1917.  Imitomyia mochii ingår i släktet Imitomyia och familjen parasitflugor. Inga underarter finns listade i Catalogue of Life.